# Gabriela Petrowa
Gabriela Petrowa (bulgarisch Габриела Петрова, engl. Transkription Gabriela Petrova; * 29. Juni 1992 in Chaskowo) ist eine bulgarische Dreispringerin, die gelegentlich auch im Weitsprung an den Start geht.

## Sportliche Laufbahn
Erste internationale Erfahrungen sammelte Gabriela Petrowa bei den Jugendweltmeisterschaften 2009 in Brixen, bei denen sie mit 12,46 m in der Qualifikation ausschied. Anschließend wurde sie beim Europäischen Olympischen Jugendfestival in Tampere mit 12,29 m Zehnte. Bei den Juniorenweltmeisterschaften 2010 in Moncton konnte sie sich mit 12,74 m ebenfalls nicht für das Finale qualifizieren, wurde aber bei den Junioreneuropameisterschaften in Tallinn im darauffolgenden Jahr mit 13,00 m Fünfte. Zwei Jahre später siegte sie mit 13,91 m bei den U23-Europameisterschaften in Tampere. 2014 gelangte sie in das Finale der Europameisterschaften in Zürich und wurde dort mit einer Weite von 14,13 m Fünfte. 2015 gewann sie bei den Halleneuropameisterschaften in Prag mit 14,52 m die Silbermedaille hinter der Russin Jekaterina Konewa und wurde bei den Weltmeisterschaften in Peking mit 14,66 m im Finale Vierte.
2016 schied sie bei den Europameisterschaften in Amsterdam mit 13,46 m in der Qualifikation aus, wie auch bei den Olympischen Spielen in Rio de Janeiro, bei denen 13,92 m nicht für den Finaleinzug reichten. 2017 qualifizierte sie sich erneut für die Weltmeisterschaften in London, bei denen sie diesmal mit 13,90 m in der Qualifikation ausschied. 2018 wurde sie mit 13,91 m Elfte bei den Hallenweltmeisterschaften in Birmingham und bei den Europameisterschaften in Berlin gelangte sie mit einem Sprung auf 14,26 m auf Rang sechs. Zudem gewann sie bei den Balkan-Meisterschaften in Stara Sagora mit 6,48 m die Silbermedaille im Weitsprung und gewann auch im Dreisprung mit 14,34 m die Silbermedaille. Im Jahr darauf startete sie im Dreisprung bei den Weltmeisterschaften in Doha und schied dort mit 13,98 m in der Qualifikationsrunde aus. 2020 siegte sie mit 6,41 m bei den Balkan-Meisterschaften in Cluj-Napoca im Weitsprung sowie mit 14,19 m auch im Dreisprung. Im darauffolgenden Jahr nahm sie erneut an den Olympischen Sommerspielen in Tokio teil und verpasste dort mit 13,79 m den Finaleinzug. Nach einem Jahr Wettkampfpause belegte sie 2024 bei den Europameisterschaften in Rom mit 14,16 m den sechsten Platz. Anschließend kam sie bei den Olympischen Sommerspielen in Paris mit 13,77 m nicht über die Qualifikationsrunde hinaus. Im Jahr darauf belegte sie bei den Halleneuropameisterschaften in Apeldoorn mit 13,51 m den siebten Platz.
In den Jahren 2013 sowie von 2016 bis 2019 und 2024 wurde Petrowa bulgarische Meisterin im Dreisprung im Freien sowie 2017 auch im Weitsprung und 2020 in der 4-mal-100-Meter-Staffel. Zudem sicherte sie sich die Hallentitel im Weit- und Dreisprung jeweils 2013 und 2015 sowie 2025 im Dreisprung.

## Persönliche Bestleistungen
- Weitsprung: 6,62 m (−0,9 m/s), 13. Juli 2019 in Plowdiw
- Dreisprung: 14,66 m (+0,4 m/s), 24. August 2015 in Peking